# Olympische Winterspiele 2018/Skeleton
Bei den XXIII. Olympischen Winterspielen 2018 in Pyeongchang fanden zwei Wettbewerbe im Skeleton statt. Austragungsort war das Olympic Sliding Centre, gleich wie bei den Bob- und Rennrodel-Wettbewerbe. Diese Anlage bot 7.000 Zuschauern Platz und war zwei Kilometer lang sowie 1,40 m breit. 2017 waren auf der umgerechnet 115 Millionen US-Dollar teuren Bahn Testevents für alle drei Sportarten abgehalten worden. Insgesamt gab es 50 Quotenplätze, davon 30 für die Männer und 20 für die Frauen, wovon zwei Gastgeberplätze waren. Die Entscheidungen fielen in je einem Männer- und Frauenwettbewerb, beide in vier Durchgängen ausgetragen.

## Bilanz

### Medaillenspiegel
| Platz | Land                             | Gold | Silber | Bronze | Gesamt |
| ----- | -------------------------------- | ---- | ------ | ------ | ------ |
| 1     | Großbritannien                   | 1    | –      | 2      | 3      |
| 2     | Südkorea                         | 1    | –      | –      | 1      |
| 3     | Deutschland                      | –    | 1      | –      | 1      |
| 3     | Olympische Athleten aus Russland | –    | 1      | –      | 1      |

### Medaillengewinner
| Konkurrenz | Gold              | Silber             | Bronze          |
| ---------- | ----------------- | ------------------ | --------------- |
| Männer     | Yun Sung-bin      | Nikita Tregubow    | Dominic Parsons |
| Frauen     | Elizabeth Yarnold | Jacqueline Lölling | Laura Deas      |

## Qualifikation
Entscheidend für die Qualifikation waren die besten Ergebnisse jedes einzelnen Athleten im Weltcup, Intercontinentalcup, Europacup und Nordamerikacup der zum Januar 2018 abgelaufenen Saison 2017/2018.

## Ergebnisse

### Männer
| Platz | Land | Sportler             | Zeit (min) |
| ----- | ---- | -------------------- | ---------- |
| 1     | KOR  | Yun Sung-bin         | 3:20,55    |
| 2     | OAR  | Nikita Tregubow      | 3:22,18    |
| 3     | GBR  | Dominic Parsons      | 3:22,20    |
| 4     | LAT  | Martins Dukurs       | 3:22,31    |
| 5     | LAT  | Tomass Dukurs        | 3:22,74    |
| 6     | KOR  | Kim Ji-soo           | 3:22,98    |
| 7     | GER  | Axel Jungk           | 3:23,60    |
| 8     | GER  | Alexander Gassner    | 3:24,05    |
| 9     | GER  | Christopher Grotheer | 3:24,10    |
| 10    | GBR  | Jerry Rice           | 3:24,24    |

1. und 2. Lauf: 15. Februar 2018, 10:00 Uhr 

3. und 4. Lauf: 16. Februar 2018, 09:30 Uhr
30 Teilnehmer aus 20 Ländern, alle in der Wertung.
Olympiasieger 2014:  Alexander Tretjakow 

Weltmeister 2017:  Martins Dukurs

### Frauen
| Platz | Land | Sportlerin         | Zeit (min) |
| ----- | ---- | ------------------ | ---------- |
| 1     | GBR  | Elizabeth Yarnold  | 3:27,28    |
| 2     | GER  | Jacqueline Lölling | 3:27,73    |
| 3     | GBR  | Laura Deas         | 3:27,90    |
| 4     | AUT  | Janine Flock       | 3:27,92    |
| 5     | GER  | Tina Hermann       | 3:27,98    |
| 6     | GER  | Anna Fernstädt     | 3:28,04    |
| 7     | LAT  | Lelde Priedulēna   | 3:28,49    |
| 8     | NED  | Kimberley Bos      | 3:28,59    |
| 9     | CAN  | Elisabeth Vathje   | 3:28,65    |
| 10    | CAN  | Jane Channell      | 3:29,07    |

1. und 2. Lauf: 16. Februar 2018, 20:20 Uhr 

3. und 4. Lauf: 17. Februar 2018, 20:20 Uhr
20 Teilnehmerinnen aus 14 Ländern, alle in der Wertung.
Olympiasiegerin 2014:  Elizabeth Yarnold 

Weltmeisterin 2017:  Jacqueline Lölling